# Regina Bartholomäus
Regina Bartholomäus, coniugata Ebert (24 dicembre 1944), è un'ex cestista tedesca.

## Carriera
Con la Germania Est ha disputato i Campionati del mondo del 1967 e quattro edizioni dei Campionati europei (1964, 1966, 1968, 1972), vincendo una medaglia di bronzo.